# Seán Brady

Seán Baptist kardinál Brady (* 16. srpna 1939 Drumcalpin) je irský římskokatolický kněz, bývalý primas Irska, kardinál. Od roku 2010 čelil mnoha výzvám k rezignaci v souvislosti se svou rolí při vyšetřování případů sexuálního obtěžování dětí ze strany kněze v polovině 70. let.

## Kněz
Kněžské svěcení přijal 22. února 1964, doktorát z kanonického práva získal na Papežské lateránské univerzitě v roce 1967. Poté působil jako na vysoké škole v Irsku a v Římě - zde byl nejdříve vicerektorem (od roku 1980) a později rektorem (v letech 1987 až 1993) Irské papežské koleje.

## Biskup
Dne 13. prosince 1994 ho papež Jan Pavel II. jmenoval arcibiskupem-koadjutorem arcidiecéze Armagh, biskupské svěcení přijal 14. února 1995. Následující rok, 1. října 1996, se stal arcibiskupem Armaghu a primasem Irska. V této funkci zavedl třídenní setkání diecézních kněží a ve farnostech tříletý program diskuse a modlitby "Renew", který navazoval na obdobné akce v diecézích v USA. Po podpisu Belfastské dohody v roce 1998 vedl delegaci Katolické církve během jednání se všemi politickými stranami Severního Irska.

## Kardinál
Kardinálem ho jmenoval papež Benedikt XVI. při konzistoři 24. listopadu 2007.

## Výzvy k rezignaci
Od března 2010 je známo, že kardinál Brady se v roce 1975 účastnil vnitřního církevního procesu, který se týkal skutků otce Brendana Smytha, jenž sexuálně zneužíval děti. Ačkoli měl Brady k dispozici seznam jmen a adres dětí, které Smyth zneužíval, neinformoval o tom ani jejich rodiče ani policii. Po účastnících procesu bylo naopak vyžadováno mlčení. Smyth tak mohl ve svých zločinech pokračovat a než se dostal v roce 1994 k soudu, zneužil další desítky dětí.
Brady proto čelil řadě výzev k rezignaci, které nejdříve odmítl vyslyšet., dne 8. září 2014 pak rezignoval na post arcibiskupa Armaghu. Jeho nástupcem se stal arcibiskup Eamon Martin.